# The Harrow (Londres)
The Harrow é um pub na 22 Whitefriars Street, em Londres.
É um edifício listado de Grau II, construído no início do século XVIII e era, originalmente, duas casas.